# نضال الحديد
نضال برجس الحديد مهندس ورجل أعمال أردني، كان يشغل منصب نائب رئيس الإتحاد الأردني لكرة القدم. شغل في السابق عدة مناصب منها أمين مدينة عمّان ثماني سنوات حتى عام 2006، حيث كانت فترة شغله لهذا المنصب زاخرة بالأحداث التي شهدتها العاصمة منها إعلانها عاصمة الثقافة العربية لعام 2002، والبدء بمشروع وسط عمّان الجديد (أو مشروع العبدلي) عام 2005. اُنتخب رئيسًا للنادي الفيصلي الأردني في 12 نوفمبر 2022.